# 小金澤篤子
小金澤篤子（日语：／ Koganezawa Atsuko，1960年1月1日—），日本女演員、配音員。東京俳優生活協同組合所屬。出身於東京都。身高154cm。B型血。

## 來歷
青山學院大學英語系畢業。大學畢業後本來在一家造船相關公司上班，並擔任外國人的秘書大約兩年，但以成為一名演員為目標離職。1980年進入東京廣播學院學習畢業後，1982年從俳協養成所第10期畢業。

## 人物
音域：女高音。
特長：三味線、端、小、社交舞。興趣：游泳、滑雪、滑冰、馬術、高爾夫（1983年）。
執照、資格：英語檢定2級、普通汽車執照。

## 演出

### 電視劇
- 玩具之神
- 雙面佳人（日语：仮面の女）
- 甜蜜的惡魔（日语：スウィートデビル）
- 特搜最前線（日语：特捜最前線）（第318話）
- 天高氣爽（日语：天うらら）
- 東京龍
- 宛如飛翔
- HOTEL（日语：HOTEL (テレビドラマ)）
- 私鐵沿線97分署（日语：私鉄沿線97分署）
- 無賴刑事純情派（日语：はぐれ刑事純情派）（2000年）—小暮恭子
- 我的☆老大 我的☆英雄 第3話（櫻小路順的母親，僅聲音演出）
- 奪愛的女人略奪愛（日语：略奪愛・アブない女）
- 新紀實昭和電視劇 松本清張的緊急事件（日语：ニュードキュメンタリードラマ昭和 松本清張事件にせまる） 第2回「誰是東京玫瑰」
- 真夜中的氣味（日语：真夜中の匂い）
- 聖誕節的死妝（日语：X'マスには死化粧を!）
- 松本清張的老春（日语：老春 (松本清張)#テレビドラマ）
- 偶像一日署長事件簿（日语：ピュア! 〜一日アイドル署長の事件簿〜）（2019年）

### 外語配音

#### 電影
- 街頭痞子（史蒂芬·史密斯〈金·碧辛嘉 〉）
- 無語問滄海（英语：And the Sea Will Tell）
- 現代啟示錄 ※東京電視台版。
- 輕狂歲月（英语：Basquiat (film)）
- 斷背山（拉夏·瑪隆〈安娜·法瑞絲〉）
- 哈拉猛男秀（英语：Deuce Bigalow: Male Gigolo）（克萊爾〈蓋爾·奧格雷迪（英语：Gail O'Grady）〉）
- 雙截龍（英语：Double Dragon (film)）（瑪麗安·德拉里奧 〈艾莉莎·米蘭諾〉）
- 大腳哈利（英语：Harry and the Hendersons） ※TBS版。
- 絕命大逃亡（英语：Incognito (1998 film)）（瑪麗克·范登布魯克〈伊蓮·雅各〉）
- 火魔戰車（英语：Maximum Overdrive） ※東京電視台版。
- 密西西比在燃燒 ※朝日電視台版。
- 反暴特勤組（帕姆〈希拉蕊·湯普森（英语：Hilary Thompson）〉）※富士電視台版。
- 邊緣警探（南西）
- 阿珠與阿花（英语：Romy and Michele's High School Reunion）（謝麗爾·奎克）
- 落跑新娘（英语：Runaway Bride (film)）（辛蒂〈凱瑟琳·馬歇爾（英语：Kathleen Marshall）〉）
- 夢幻女煞（英语：Shattered Image）（寶拉／羅拉〈利桑·福爾克（英语：Lisanne Falk）〉）
- 雙面女郎（英语：Single White Female） ※影碟版。
- 與敵共眠（英语：Sleeping with the Enemy） ※朝日電視台版。
- 終極天將（英语：The Adventures of Baron Munchausen）（金星／羅斯〈烏瑪·瑟曼〉）※影碟版。
- 地獄來的芳鄰 ※朝日電視台版。
- 聖經：創世紀（英语：The Bible: In the Beginning...） ※日本電視台版。
- 愛情終結者（英语：The Exterminator）（洛林）※東京電視台版[注 1]。
- 真愛奇蹟（老師）
- 愛情DIY（英语：The Other Sister）（米西亞）
- 貴賓們（英语：The V.I.P.s (film)）

#### 電視影集
- 飛越比佛利→新飛越比佛利（布蘭達·沃爾什〈香儂·陶荷提〉）
- 超人力霸王葛雷（瑞秋）

#### 動畫
- 米奇耶誕嘉年華
- 戰鬥王（蒂亞）

### 電視動畫
- 亞空大作戰斯蘭格爾（1983年，教授、桃樂絲）
- 美雪、美雪（1983年，女店員）
- 戰鬥王（1985年，蒂雅）
- 火鳥（2004年，大后）
- 西洋骨董洋菓子店～Antique～（2008年，榮子叔母）

### 電影動畫
- 笨蛋主義 THE MOVIE（日语：バカリズム THE MOVIE）[注 2]（2012年，面堂麗子）

### 遊戲
- VIRUS（日语：VIRUS）（1997年，網路管理員2）

### 特攝影集
- 巨獸特搜Juspion（1985年，米亞的聲音）
- 鬼太郎（1987年，河童的聲音）
- 特救指令Solbrain 第46話（1991年）
- 特搜Exceedraft（1992年，管家機器人的聲音）
- 超異象之謎 黑暗幻想（2004年）

### 人偶劇
- 兒童人偶劇場（日语：こどもにんぎょう劇場）「靈芝草」

### 電視節目
- 英語會話Ⅰ
- 從照片中探索自然的秘密（NHK教育）[5]
- 中2理科（日语：理科教室中学校2年生）（NHK教育）[5]

### 廣播節目
- 高校講座（日语：NHK高校講座）基礎10 第2季

### 解說
- Ladies Four（日语：レディス4）

### 旁白
- 另一個故事 命運的十字路口（日语：アナザーストーリーズ 運命の分岐点）
- 世界一周 魅惑的鐵道紀行（日语：世界一周 魅惑の鉄道紀行）
- 世界最美的瞬間（日语：世界で一番美しい瞬間）
- 美麗的巨匠們（日语：美の巨人たち）

## 腳註

## 外部連結
- 小金澤篤子｜東京俳優生活協同組合 （日語）